# Villaz, Fribourg
Villaz är en kommun i distriktet Glâne i kantonen Fribourg i Schweiz. Kommunen har 2 347 invånare (2023). Huvudort är Villaz-Saint-Pierre.
Kommunen skapades den 1 januari 2020 genom sammanslagningen av de tidigare kommunerna La Folliaz och Villaz-Saint-Pierre. La Folliaz bestod av orterna Lussy och Villarimboud.